# Stauralia
Stauralia (лат.) — род клопов из семейства древесных щитников. Эндемик Австралии.

## Описание
Длина тела около 1 см. От близких родов отличается следующими признаками: скутеллюм почти треугольный, резко сужается дистально, суженная часть очень короткая. Параклипеи не достигают переднего конца антеклипеуса; 1-й усиковый сегмент значительно превосходит передний конец головы; рострум достигает передних концов задних тазиков, дистальный конец 1-го рострального сегмента на уровне заднего конца головы; максиллярный бугорок отсутствует. Отверстие-носик ароматической железы удлинённое, занимает половину или более ширины метаплеврона. Пронотум бороздчатый медиально, борозда окаймлена приподнятыми боковыми областями, образующими отчетливые противоположные створки. Антенны 5-члениковые. Лапки состоят из двух сегментов. Щитик треугольный и достигает середины брюшка, голени без шипов.
- Stauralia chloracantha Dallas, 1851
- Stauralia compuncta Bergroth, 1895
  - Stauralia littleri Distant, 1910
  - Stauralia wagneri Jensen-Haarup, 1930